# Menkalinan
Menkalinan (β Aurigae / β Aur / 34 Aurigae) es la segunda estrella más brillante de la constelación de Auriga, únicamente superada por Capella (α Aurigae). Su nombre proviene del árabe منكب ذي العنان (mankib ðī-l-‘inān), «el hombro del cochero».
Menkalinan es un sistema estelar situado a 85 años luz del sistema solar. Las dos componentes principales, Menkalinan A y Menkalinan B, forman una binaria espectroscópica eclipsante, cuyo brillo conjunto oscila entre magnitud aparente +1,85 y +1,93 cada 47,5 horas, cuando una de las estrellas eclipsa parcialmente a la otra desde la perspectiva del observador terrestre. Debido a la fuerte atracción gravitatoria, ambas estrellas están distorsionadas y no tienen forma esférica. Las dos son subgigantes de tipo espectral A1IV que han empezado a cambiar, aumentando en brillo, al haber agotado su hidrógeno interno. Lentamente están abandonando la secuencia principal para convertirse en estrellas gigantes.
Aunque muy semejantes, las dos estrellas no son idénticas. Menkalinan A, con una temperatura efectiva de 9350 K, es 51 veces más luminosa que el Sol. Tiene un radio de 2,76 radios solares y una masa 2,38 veces mayor que la del Sol.
Menkalinan B es algo más fría —9200 K— y brilla con una luminosidad 44 veces mayor que la luminosidad solar. Su radio es 2,57 veces más grande que el del Sol y tiene una masa de 2,29 masas solares.
La separación entre ambas estrellas es de sólo 17,60 ± 0,06 radios solares —0,08 UA—.
Para una metalicidad similar a la del Sol, la edad del sistema estaría comprendida entre 450 y 500 millones de años.
Una tercera estrella, Menkalinan C (CCDM J05596+4457P), parece orbitar alrededor del brillante par AB. Es una enana roja de magnitud 14 cuya separación real con la binaria AB es de al menos 330 UA. Desde allí, el brillante par de estrellas blancas apenas podría ser resuelto a simple vista.
Menkalinan forma parte de la corriente de estrellas de la asociación estelar de la Osa Mayor.